# Ріхард Кріжан
Ріхард Кріжан (словац. Richard Križan, нар. 23 липня 1997, Плаштьовце) — словацький футболіст, центральний захисник «Слована» (Братислава).

## Клубна кар'єра
Вихованець клубу «Нітра». З сезону 2015/16 року став залучатись до ігор до першої команди. Дебютував за рідну команду у чемпіонаті 21 травня 2016 року в поєдинку другого словацького дивізіону з «Татраном» (1:1), вийшовши на поле на 90-й хвилині. У наступному сезоні 2016/17 забив свої перші голи за клуб в чемпіонаті в іграх проти резервної команди трнавського «Спартака» (1:2) та першої команди «Кошице» (3:0) і за підсумками сезону з «Нітрою» вийшов у вищу лігу лігу. Там дебютний гол забив у сьомому турі сезону 2018/19 в поєдинку з ВіОном (4:1).
У січні 2019 року у статусі вільного агента перебрався до Угорщини, де підписав угоду на два з половиною роки з клубом «Академія Пушкаша». Свій перший і єдиний матч за клуб він провів у 23-му турі чемпіонату, зіграному 2 березня 2019 року проти команди «Дебрецен» (2:0), коли вийшов на поле на 90-й хвилині. Через півроку сторони розірвали угоду за обопільною згодою.
Перед сезоном 2019/20 повернувся на батьківщину і став гравцем клубу «Тренчин». За нову команду дебютував у 13-му турі чемпіонату в поєдинку з «Ружомбероком» (2:2), відігравши весь матч. Загалом провів у команді два роки і за цей час відіграв 42 матчі в усіх турнірах і забив два м'ячі, обидва у чемпіонаті — проти «Середя» (1:0) та ВіОна (4:0).
У липні 2021 року підписав трирічний контракт з братиславським «Слованом» і отримав футболку з п'ятим номером. Дебютував за столичну команду 31 липня 2021 року у матчі чемпіонату проти свого колишнього клубу «Тренчина» (2:0) і відіграв усі дев'яносто хвилин. А вже 10 серпня Ріхард провів свій перший у кар'єрі матч у єврокубках, вийшовши в кінцівці домашньої гри з гібралтарським клубом «Лінкольн Ред Імпс» (1:1), вийшовши в компенсований час замість Лукаша Паушека. 16 жовтня 2021 року Кріжан отримав важку травму в матчі за резервну команду у грі другої ліги проти «Дукли» (Банська Бистриця), через що не грав майже до кінця сезону, за підсумками якого «Слован» вчетверте поспіль став чемпіоном.

## Виступи за збірну
6 вересня 2018 року провів свій єдиний матч за молодіжну збірну Словаччини, вийшовши на заміну замість Деніса Вавро на 85-й хвилині товариської гри проти збірної Італії (3:0).

## Досягнення
- Чемпіон Словаччини: 2021/22, 2022/23